# 샤프 아쿠오스

샤프 아쿠오스(Sharp Aquos)는 원래 일본의 샤프에서 판매했으며 라이선스 사용자도 사용하는 LCD TV 및 부품 화면의 제품 브랜드 이름이다.

## 역사
소형 휴대용 모델(예: 13인치 B 시리즈)부터 대형 홈시어터 화면(예: 65인치 고화질 와이드스크린 모델)은 물론 휴대폰을 포함한 휴대용 장치용 부품 화면이 포함된다. 아쿠오스는 2001년에 13", 15", 20" 4:3 크기로 처음 출시되었으며 가격은 각각 $1,799.99, $2,999.99, $4,999.99이다. 그 이후로 아쿠오스 브랜드는 샤프의 프리미엄 LCD 라인이 되었다. 저렴한 가격으로 판매되는 아쿠오스 LCD TV), 최근에는 2009년에 출시된 BD-60U 및 BD-80U 시리즈와 함께 통합 블루레이 디스크 플레이어를 갖춘 최초의 LCD HDTV 시리즈였다. 대부분의 컬러 TV에서 사용되는 표준 RGB 색상 공간과 달리 노란색 요소를 추가하는 쿼트론(Quattron)으로 알려진 RYGB 색상 공간의 색상이다.
아쿠오스 TV는 리눅스 기반 운영 체제를 실행한다. 샤프의 스마트링크 기술은 아쿠오스 LC-15L1U-S에 통합되었다.
2015년부터 2018년까지 미국에서 판매된 샤프 브랜드 TV는 중국 제조사인 하이센스(Hisense)에서 만든 제품이었다. 2019년 샤프는 하이센스로부터 자산을 다시 매입하여 라이선스와 브랜드를 되찾았다. 샤프에서 제조한 샤프 TV는 2019년 말부터 시장에 다시 출시되었다.

## 같이 보기
- 박막 트랜지스터 액정 디스플레이(TFT LCD)
- LCD TV
- 디지털 텔레비전
- 고선명 텔레비전
- 플라스마 디스플레이